# Paragonimidae
De familie Paragonimidae (ook wel Troglotrematidae) uit de onderorde Plagiorchiida is een groep van parasitaire platwormen (Platyhelminthes). Soorten uit deze familie zijn die de veroorzakers zijn van de ziekte paragonimiasis waarbij de verwekker Paragonimus westermani het meest bekend is.

## Taxonomische indeling
Onder invloed van modern moleculair-genetisch onderzoek is de fylogenie van deze groep onderhevig aan grote veranderingen en is iedere keuze voor een indeling aanvechtbaar.
- Familie Paragonimidae
  - Geslacht Euparagonimus
  - Geslacht Pagumogonimus
  - Geslacht Paragonimus

De familie wordt ook wel Troglotrematidae genoemd met daarin ook de geslachten Nanophyetus en Skrjabinophyetus: 
- Geslacht Nanophyetus
- Geslacht Skrjabinophyetus
- Geslacht Euparagonimus
- Geslacht Pagumogonimus
- Geslacht Paragonimus